# 18830 Потьє
18830 Потьє (18830 Pothier) — астероїд головного поясу, відкритий 14 липня 1999 року.
Тіссеранів параметр щодо Юпітера — 3,618.